# Музей Доккума
Музей Доккума — невеликий краєзнавчий музей у нідерландському місті Доккум, провінція Фрисландія, присвячений історії міста.

## Опис
Розташований в історичному центрі міста Доккум, у кількох старих будинках і частково — у приміщенні старовинного будинку Адміралтейства. Будинок зведений у 1618 році і є національною пам'яткою Нідерландів. До 1645 року в будинку базувалося Адміралтейства Фрисландії та Гронінгена, в чиї обов'язки входив захист торгових кораблів та оборона регіону. В будинку збереглося декорування у стилі Відродження.
Колекція музею складається з археологічних знахідок, зроблених в регіоні, старовинного посуду, витворів народного мистецтва, старовинних дитячих іграшок, картин і фризької кераміки. Є значна колекція фризьких виробів із срібла, роботи доккумських ювелірів, цікава колекція текстильних виробів, зокрема, фризьких народних костюмів, капелюхів і сумок. Також діє виставка, присвячена святому Боніфатію, заступнику Німеччини і Нідерландів, який прийняв мученицьку смерть поблизу Доккума у 754 році.
В музеї діє туристичний інформаційний центр і сувенірний магазин. Кожного першого понеділка місяця проводяться майстер-класи з рукоділля.

## Експонати

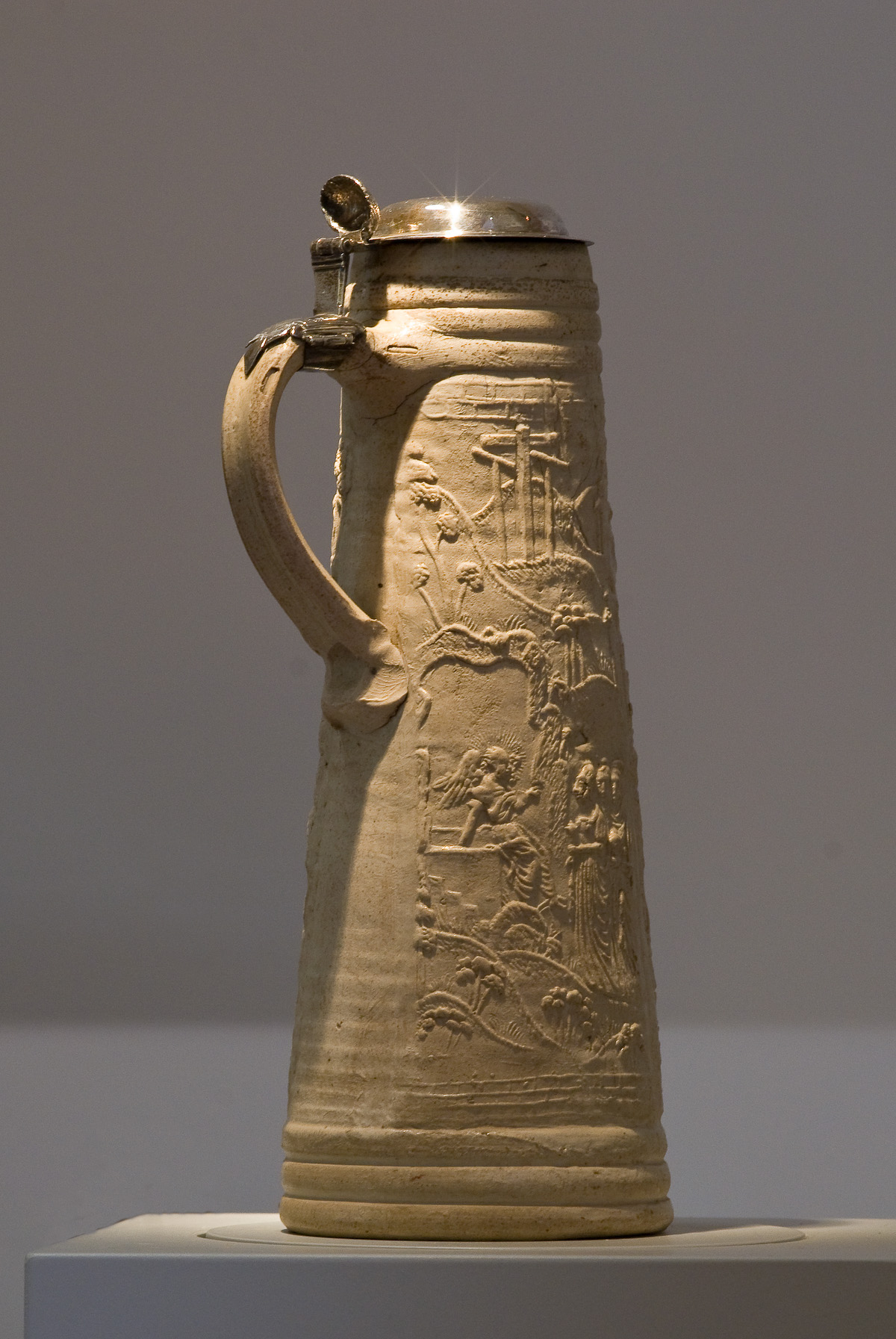
Пивний кухоль 1575 року
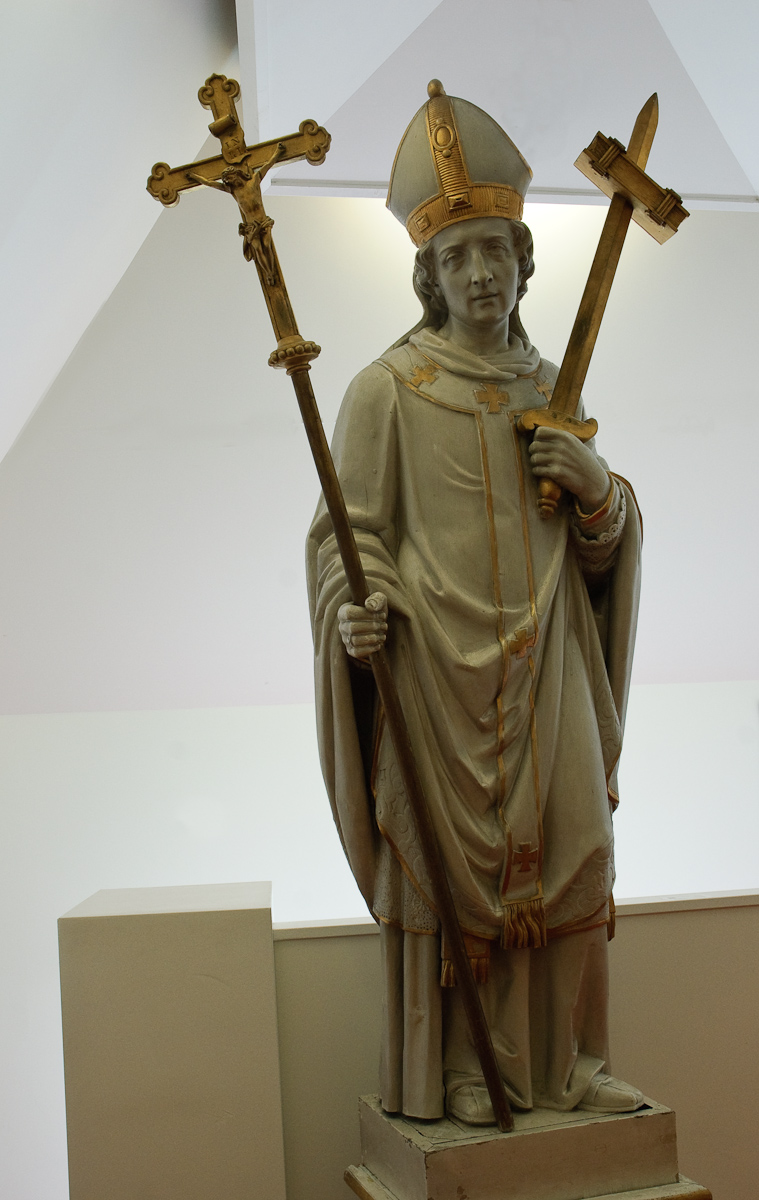
Статуя святого Боніфатія, XIX ст.
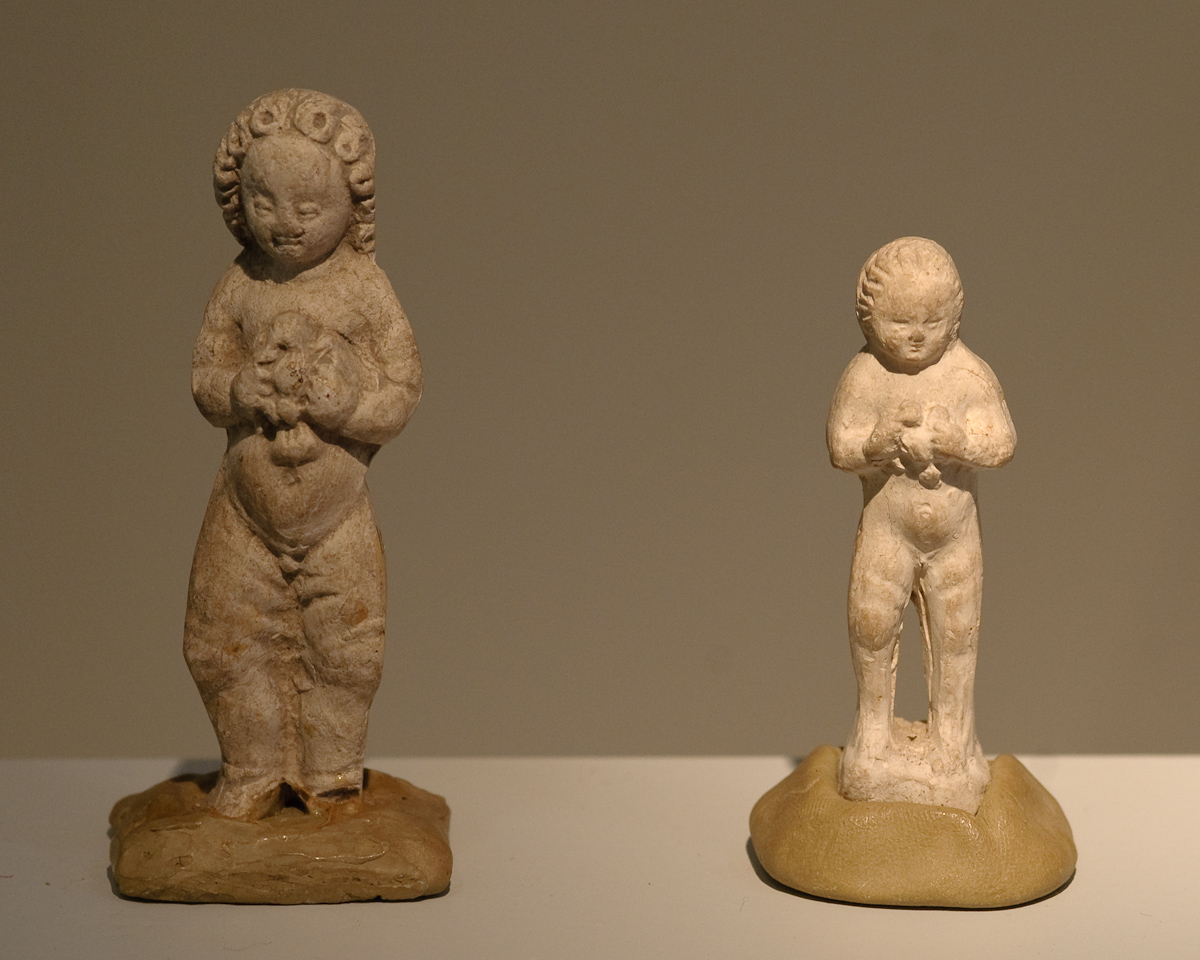
Статуетки XVI ст.
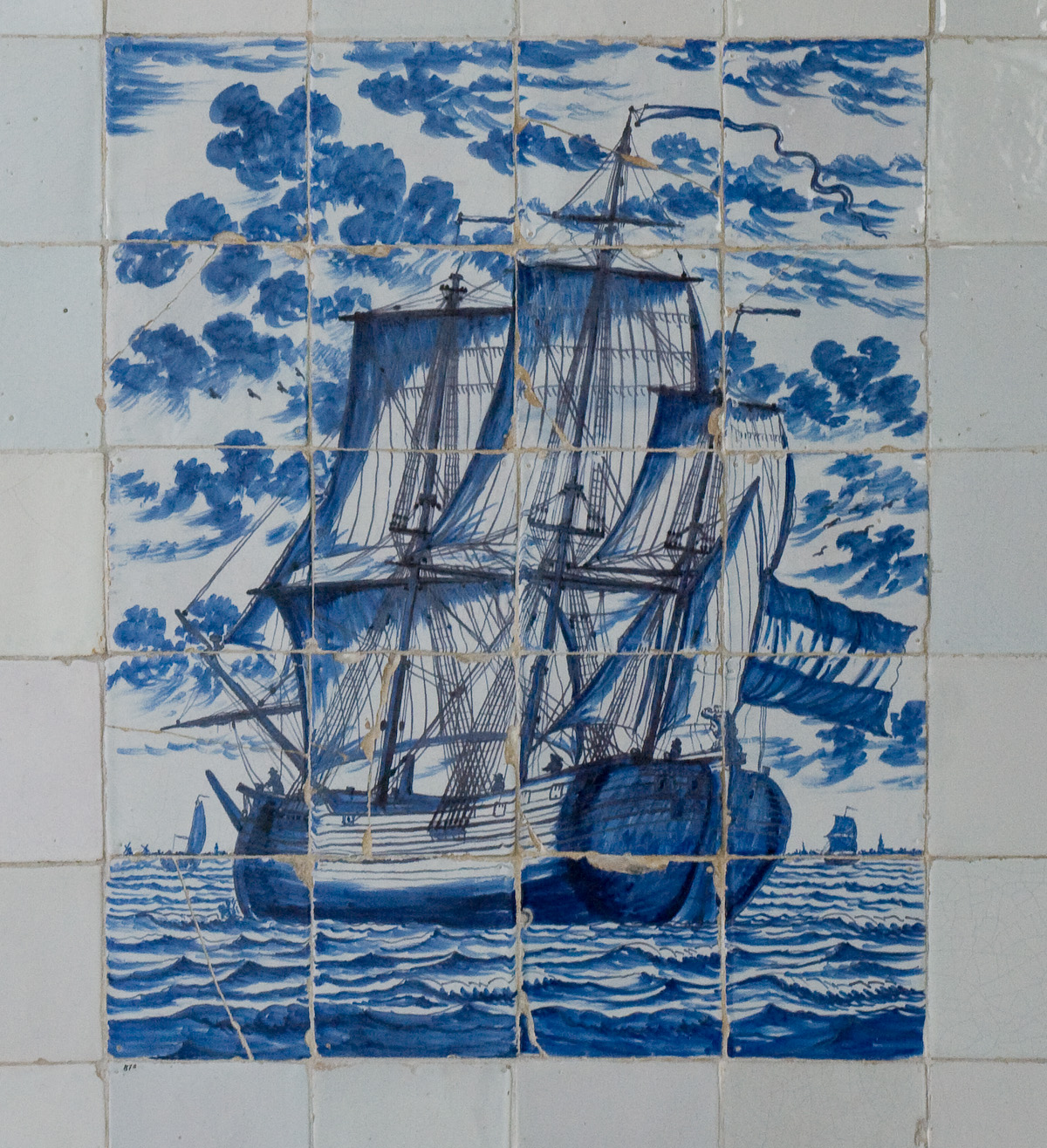
Керамічна розписана плитка, XVIII ст.
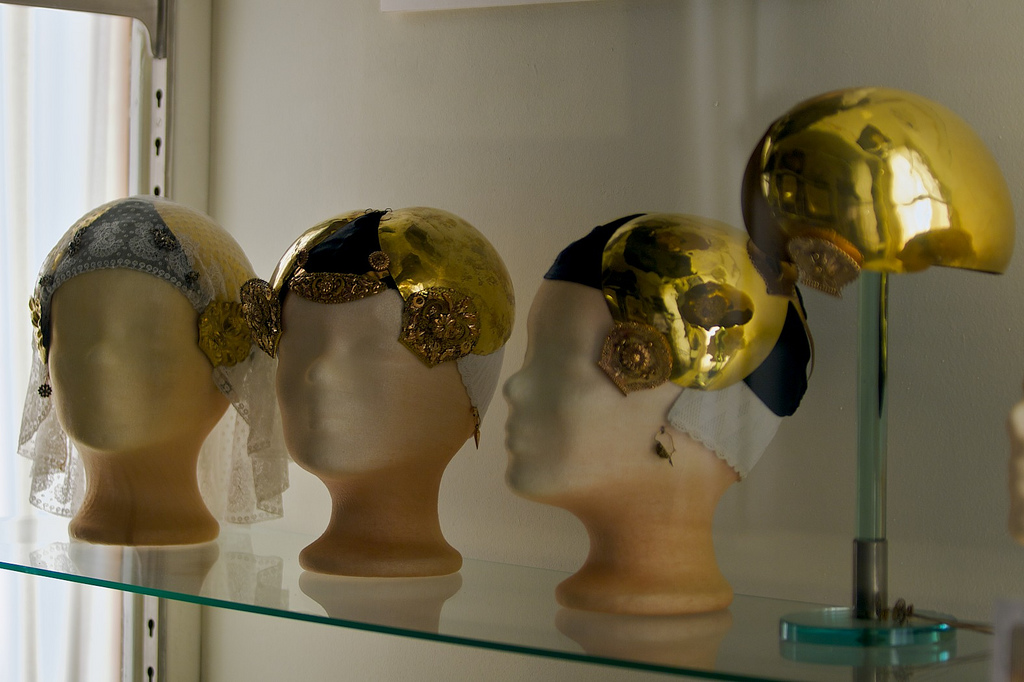
Золоті прикраси, 1830-1870 рр.
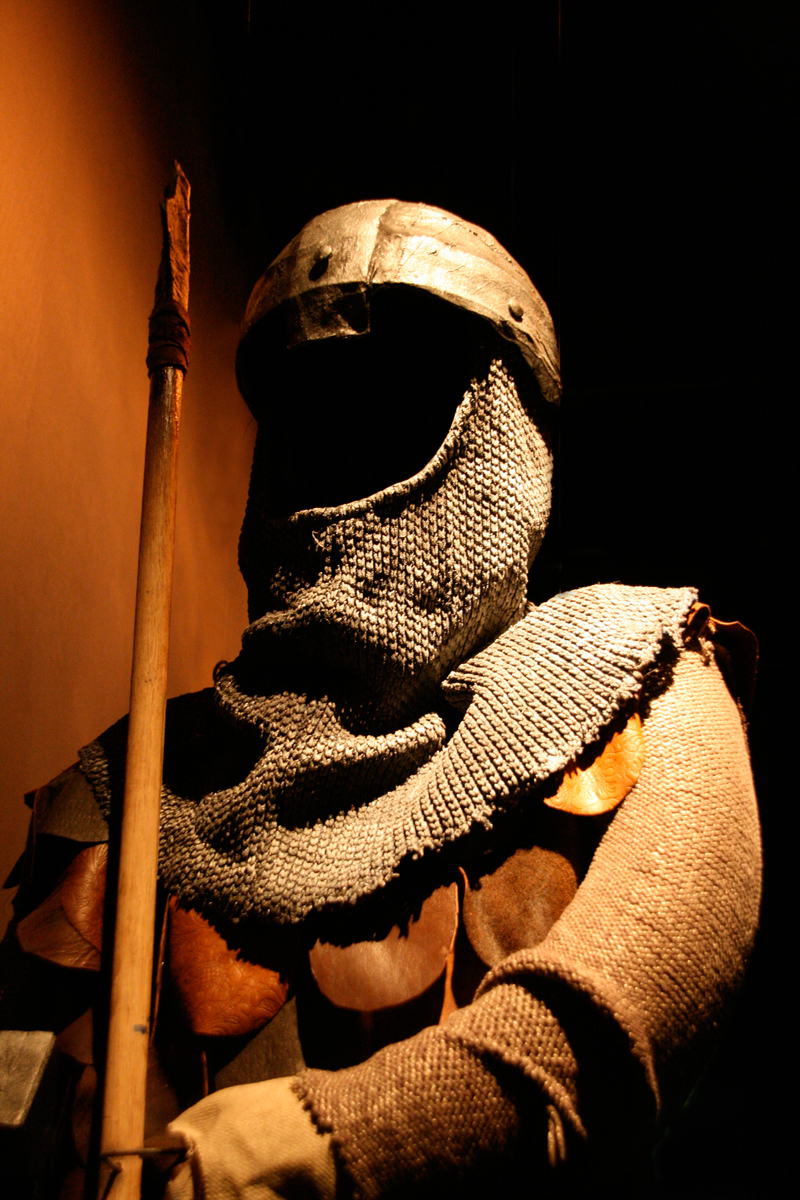